# La Chapelle-près-Sées
La Chapelle-près-Sées is een gemeente in het Franse departement Orne (regio Normandië) en telt 355 inwoners (1999). De plaats maakt deel uit van het arrondissement Alençon.

## Geografie
De oppervlakte van La Chapelle-près-Sées bedraagt 10,1 km², de bevolkingsdichtheid is 35,1 inwoners per km².
De onderstaande kaart toont de ligging van La Chapelle-près-Sées met de belangrijkste infrastructuur en aangrenzende gemeenten.

## Demografie
Onderstaande figuur toont het verloop van het inwonertal (bron: INSEE-tellingen).